# محاكمة ريفونيا

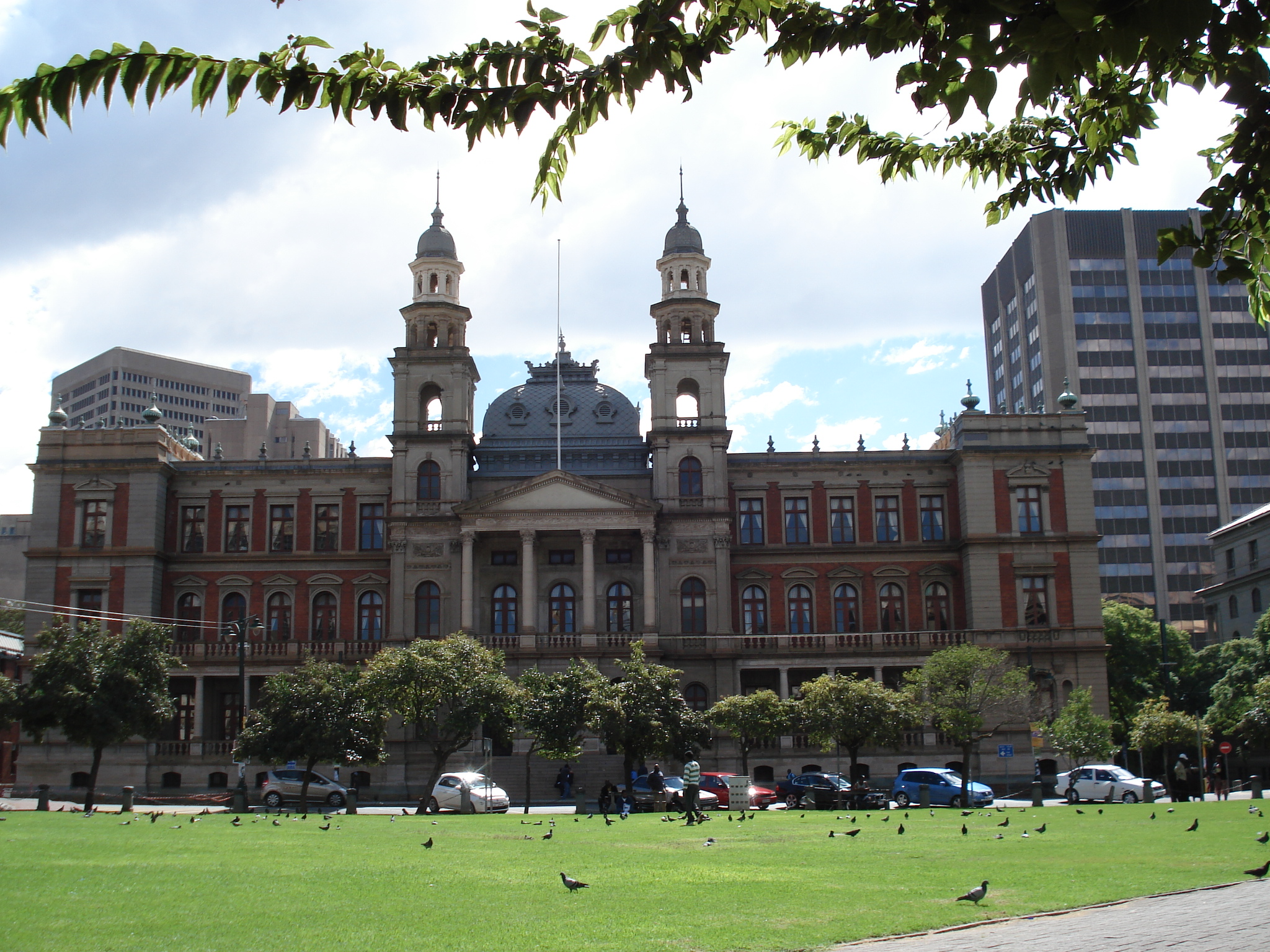
قصر العدل في بريتوريا (مكان المحاكمة).

محاكمة ريفونيا جرت في جنوب أفريقيا بين 9 أكتوبر 1963 و12 يونيو 1964.
محاكمة ريفونيا ، التي استمرت من أكتوبر 1963 إلى يونيو 1964 ، على نطاق واسع كانت نقطة محورية في القتال ضد حكومة الأقلية البيضاء في جنوب أفريقيا وجلبت نيلسون مانديلا إلى المسرح العالمي.

## المدعى عليهم
- ليونيل بيرنشتاين، مهندس معماري وعضو في الحزب الشيوعي الجنوب إفريقي (SACP)
- دينيس غولدبيرغ، مهندس كيب تاون وزعيم مؤتمر الديمقراطيين
- آرثر جولدريتش،
- بوب هيبل،
- جيمس كانتور، صهر هارولد وولبي
- أحمد كاثرادا،
- نيلسون مانديلا،
- جوفان مبيكي،
- ريمون مهلبا،
- أندرو ملانجيني،
- إلياس موتسواليدي، عضو نقابي وعضو في المؤتمر الوطني الأفريقي
- والتر سيسولو،
- هارولد وولبي، محامي وناشط بارز